# جيش الفتح
جيش الفتح هو اتحاد عسكري بين قوات المعارضة السورية في محافظة إدلب وذلك أثناء الثورة السورية. تم تشكيله في 24 مارس 2015. في نفس اليوم بدأ أول معركة له هي تحرير مدينة إدلب وسماها غزوة إدلب، وانتصر بالمعركة بعد 4 أيام وحررها بالكامل من القوات الحكومية. وبذلك أصبحت إدلب المحافظة الثانية الخارجية عن سيطرة الحكومة السورية بعد الرقة.[بحاجة لمصدر]
ظهر جيش الفتح كاتحاد لفصائل مسلحة بعد الانتصار في معركة وادي الضيف ومعسكر الحامدية حيث دعى الشيخ عبد الله المحيسني لتوحيد الفصائل المسلحة في سوريا في اطار واحد ضد النظام وترك المسميات.

## المكونات
- فتح الشام
- أحرار الشام
- صقور الشام
- جند الأقصى
- فيلق الشام
- لواء الحق في ريف إدلب
- جيش السنة
- أجناد الشام

### المعارك
| التاريخ                    | المعركة                                  | المكان             | ضد                    | النتيجة  |
| -------------------------- | ---------------------------------------- | ------------------ | --------------------- | -------- |
| 24–28 مارس 2015            | معركة إدلب الثانية                       | إدلب               | سوريا                 | انتصار   |
| 22 أبريل – 14 يونيو 2015   | هجوم شمال غرب سوريا (أبريل–يونيو 2015)   | محافظتي إدلب و‌حماة | سوريا                 | انتصار   |
| 4 مايو – 21 يونيو 2015     | هجوم القلمون                             | القلمون            | حزب الله · سوريا      | هزيمة    |
| 28 مايو 2015               | تحرير مدينة أريحا (2015)                 | محافظة إدلب        | سوريا حزب الله        | انتصار   |
| 28 يوليو–28 أغسطس 2015     | هجوم الغاب                               | محافظة إدلب        | سوريا                 | انتصار   |
| 28 مارس 2015 – الآن        | حصار الفوعة وكفريا                       | محافظة إدلب        | سوريا                 | جاري     |
| مارس – 9 سبتمبر 2015       | حصار قاعدة أبو الظهور الجوية             | محافظة إدلب        | سوريا                 | انتصار   |
| 7 أكتوبر – 10 نوفمبر 2015  | هجوم شمال غرب سوريا (أكتوبر–نوفمبر 2015) | محافظة حماة        | سوريا                 | غير حاسم |
| 1 أبريل – 18 يونيو 2016    | حملة جنوب حلب 2016                       | محافظة حلب         | سوريا                 | انتصار   |
| 27 يونيو – 12 أغسطس 2016   | هجوم اللاذقية 2016                       | محافظة اللاذقية    | سوريا                 | هزيمة    |
| 31 يوليو – 6 أغسطس 2016    | هجوم حلب (يوليو–أغسطس 2016)              | محافظة حلب         | سوريا                 | انتصار   |
| 11 أغسطس – 11 سبتمبر 2016  | هجوم حلب (أغسطس–سبتمبر 2016)             | محافظة حلب         | سوريا                 | هزيمة    |
| 22 سبتمبر – 16 أكتوبر 2016 | هجوم حلب (سبتمبر –أكتوبر 2016)           | محافظة حلب         | سوريا · روسيا · إيران | هزيمة    |
| 28 أكتوبر – 12 نوفمبر 2016 | هجوم حلب (أكتوبر–نوفمبر 2016)            | محافظة حلب         | سوريا · روسيا · إيران | هزيمة    |
| 15 نوفمبر – 22 ديسمبر 2016 | هجوم حلب (نوفمبر–ديسمبر 2016)            | محافظة حلب         | سوريا · روسيا · إيران | هزيمة    |

## انظر  أيضًا
- قائمة الجماعات المسلحة في الحرب الأهلية السورية